# Matthias Arends

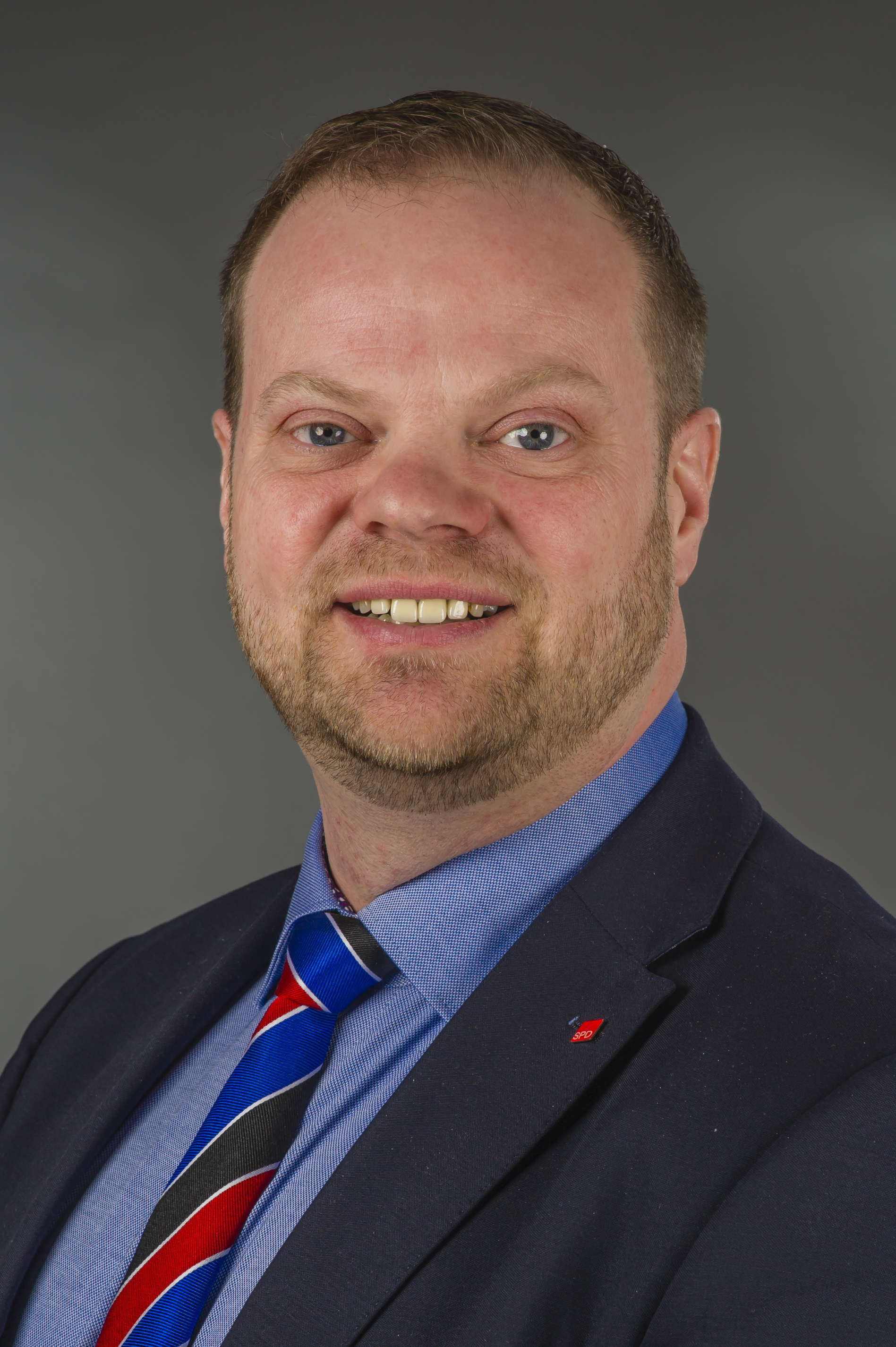
Matthias Arends, 2018

Matthias Arends (* 7. August 1970 in Emden) ist ein deutscher Politiker (SPD). Seit November 2017 ist er Abgeordneter im Niedersächsischen Landtag.

## Leben
Nach dem Realschulabschluss im Jahr 1987 machte er eine Ausbildung zum Radio- und Fernsehtechniker. In den Jahren 1993 bis 2009 war er Zeitsoldat bei der Luftwaffe. Anschließend war er zunächst selbstständig und seit dem Jahr 2011 bis zur Wahl in den Landtag 2017 als Elektrotechnikermeister bei der Emder Werft und Dock GmbH beschäftigt.
Arends ist verheiratet und evangelisch-lutherischer Konfession. Er ist Vater von zwei Kindern.

## Partei und Politik
Arends gehört dem Rat der Stadt Emden als stellvertretender Vorsitzender seiner Fraktion an. Bei der Landtagswahl in Niedersachsen 2017 erhielt er ein Direktmandat im Landtagswahlkreis Emden/Norden. Bei der Landtagswahl in Niedersachsen 2022 konnte er das Direktmandat verteidigen.